# Bismarckstraße 56 (Bad Kissingen)

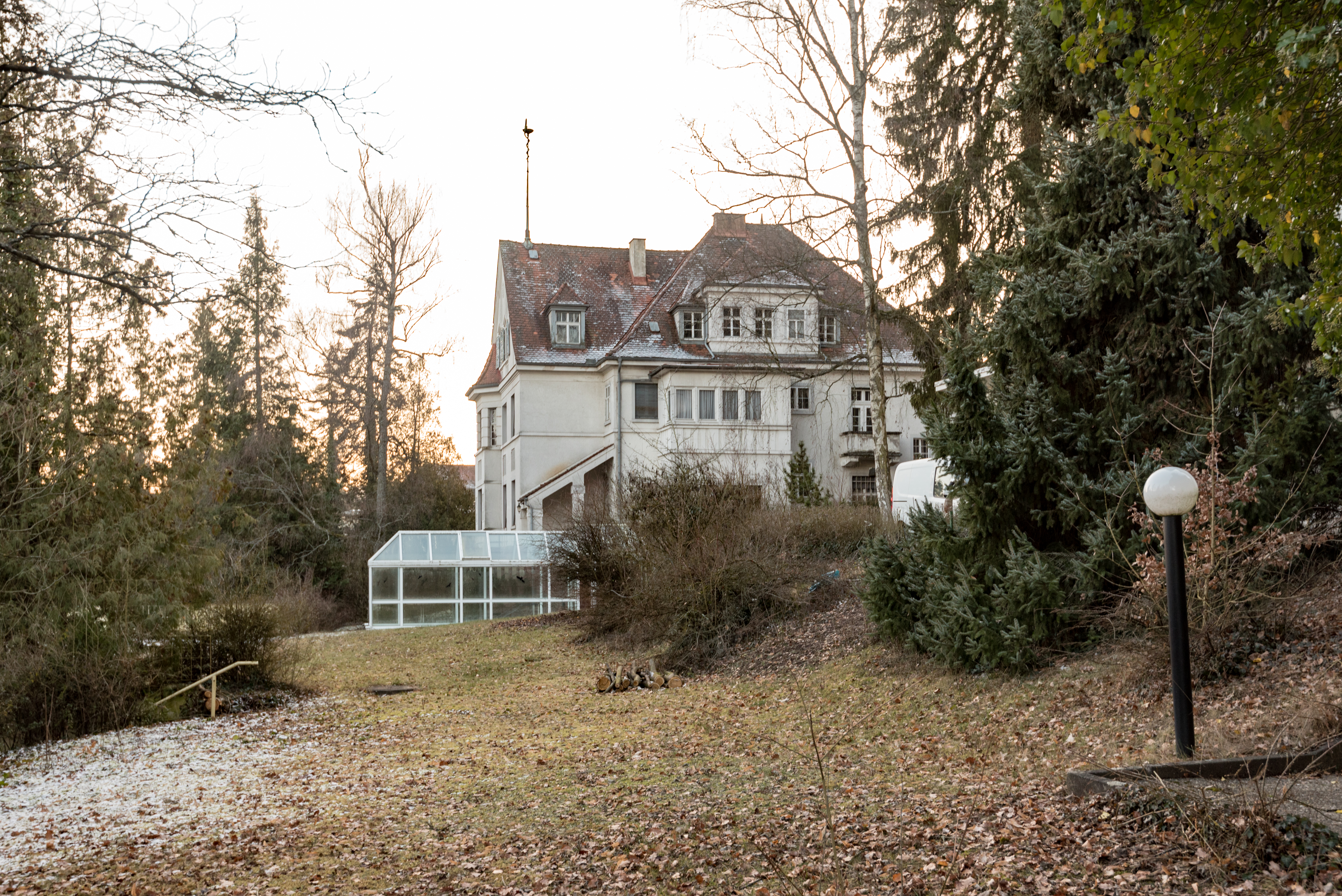
Bismarckstraße 56 in Bad Kissingen

Das Gebäude Bismarckstraße 56 in der Bismarckstraße in Bad Kissingen, der Großen Kreisstadt des unterfränkischen Landkreises Bad Kissingen, gehört zu den Bad Kissinger Baudenkmälern und ist unter der Nummer D-6-72-114-281 in der Bayerischen Denkmalliste registriert.

## Geschichte
Bei dem Anwesen handelt es sich um einen mit Erkern ausgestatteten Satteldachbau in Hanglage. Es entstand in den Jahren 1912/13 unter dem Bad Kissinger Architekt Leonhard Ritter im Heimatstil. Mit den Erkern finden sich jedoch auch Elemente des Jugendstils, wobei die stark geometrisierte Gliederung dessen Spätphase kurz vor dem Ersten Weltkrieg ausdrückt.
Das ursprünglich als Wohnhaus für Dr. Heinrich Steinbach erbaute Gebäude wurde später zur Kurvilla umfunktioniert.